# Washington Darts
Los Washington Darts fueron un club de fútbol de Washington D. C. (Estados Unidos). 
Fue fundado en 1967 y compitió en la American Soccer League hasta 1969. Posteriormente, en 1970 y 1971, disputó la North American Soccer League (NASL). Al término de la temporada 1971, se mudó a Miami, convirtiéndose en los Miami Gatos durante 1972, Miami Toros entre 1973 y 1976, Fort Lauderdale Strikers entre 1977 y 1983, y Minnesota Strikers en la última temporada de la antigua NASL, la de 1984. En 2006 se refundó como Miami F.C. y en 2011 volvió a la denominación actual de Fort Lauderdale Strikers.

## Uniforme
- Uniforme titular: Camiseta azul y gris, pantalón azul, medias blancas.
- Uniforme alternativo: Camiseta azul, pantalón blanco, medias blancas.

## Jugadores

### Futbolistas destacados
| - Warren Archibald - Joseph Agyemang-Gyau - Gerry Browne - Leonel Conde - Victor Gamaldo | - Leroy DeLeon - Willie Evans - John Kerr, Sr. - Lincoln Phillips |

## Entrenadores

### Cronología de los entrenadores
- Norman Sutherland (1967-1971).

## Palmarés

### Torneos nacionales
- American Soccer League (II) (2): 1968, 1969.
- Títulos de división (2):
- División del sur (2): 1969, 1970.